# Средна европейска класа
Средна европейска класа (с абревиатура: СЕК) е политическа партия в България, неин овновател е собственикът на нощни клубове Георги Манев, а неин председател е Константин Бачийски.

## Участия в избори

### Парламентарни избори

#### 2017 г.
На парламентарните избори през 2017 г. партията участва в коалиция – Обединени патриоти. През юли 2020 г. партията излиза от коалиционното споразумение.

#### април 2021 г.
На 17 февруари 2021 г. Централната избирателна комисия заличава „Средна европейска класа“ за участие на парламентарните избори през април 2021 г.

#### юли 2021 г.
На 6 юни 2021 г., след като ЦИК заличава „Средна европейска класа“ за участие на парламентарните избори през юли 2021 г., партията решава да стане част от коалиция – Национално обединение на десницата.

#### септември 2021 г.
На 17 септември 2021 г., Георги Манев обявява, че се оттегля от политиката и упълномощава своя заместник Константин Бачийски да представлява партията до провеждане на редовния конгрес на 9 октомври.

#### април 2024 г.
На 23 Април 2024 г., лидерът на СЕК, Константин Бачийски обявява, че партията официално се оттегля от коалицията ПП-ДБ.